# مهدی فرهادی راد
مهدی فرهادی راد (بلالی) یکی از کشته‌شدگان اعتراض‌های روز عاشورای سال ۱۳۸۸ در تهران بر اثر اصابت گلوله کشته شد.
بر اساس اطلاعیه فرماندهی بزرگ تهران فرهادی راد بر اثر اصابت ۲۵ گلوله ساچمه به صورت کشته شد. ولی فیلم منتشر شده از لحظه مرگ دلیل مرگ او را اصابت دو گلوله به سر و سینه نشان می‌دهد.

## منبع
1. ↑  «حکایت شهید عاشورا؛ مهدی فرهادی را شبانه در بهشت زهرا دفن کردند». جرس. بایگانی‌شده از اصلی در ۳۰ اوت ۲۰۱۰. دریافت‌شده در ۴ شهریور ۱۳۸۹.
2. ↑  «اسامی ۸ نفر از شهدای روز عاشورا در تهران». کمیته گزارشگران حقوق بشر. بایگانی‌شده از اصلی در ۸ ژانویه ۲۰۱۰. دریافت‌شده در ۴ شهریور ۱۳۸۹.
3. ↑  «هویت یکی دیگر از شهدای عاشورای خونین تهران مشخص شد». جرس. بایگانی‌شده از اصلی در ۵ ژوئن ۲۰۱۰. دریافت‌شده در ۴ شهریور ۱۳۸۹.